# Burgfreiheit 5 (Mönchengladbach)

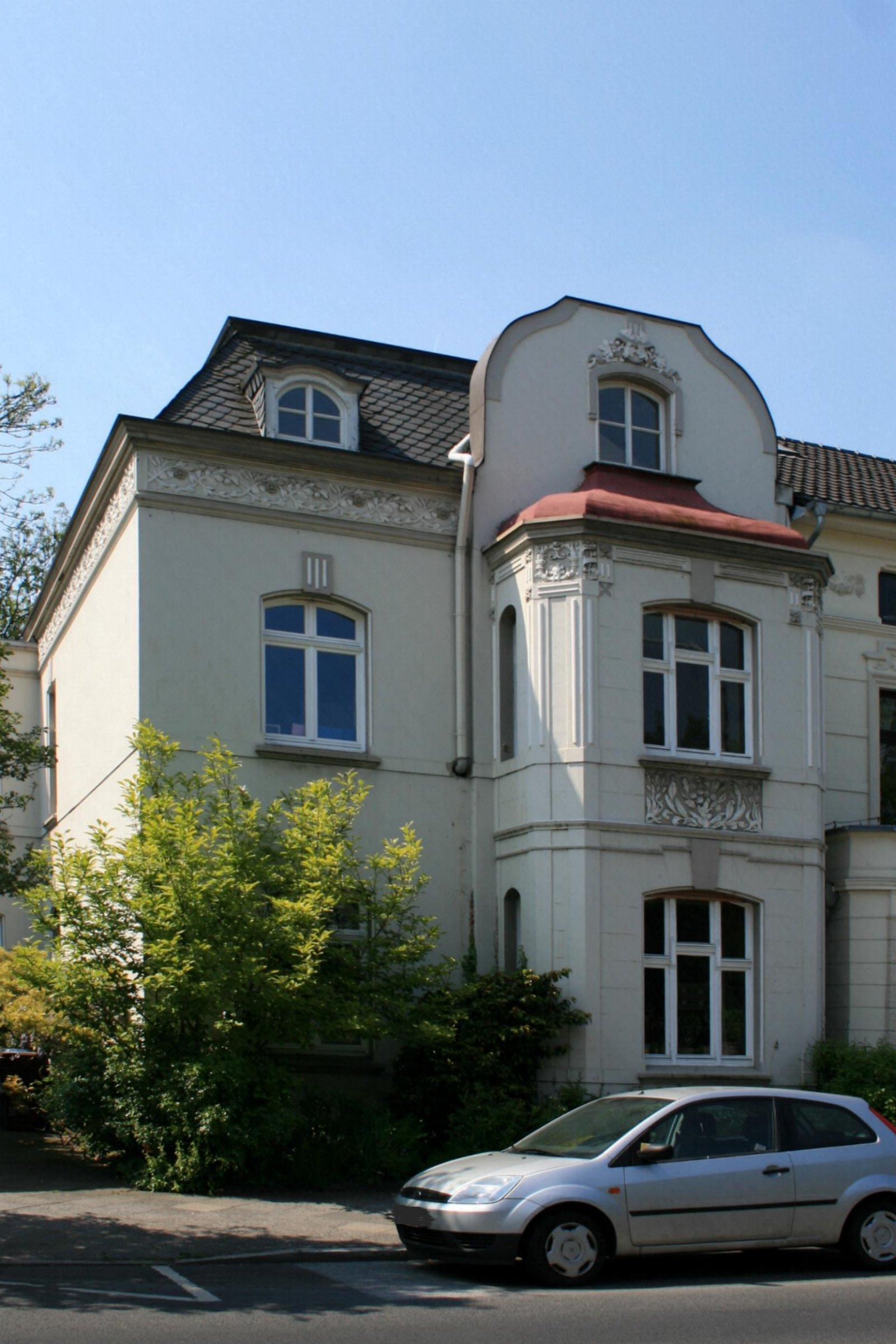
Wohnhaus (2010)

Das Wohnhaus Burgfreiheit 5 steht im Stadtteil Odenkirchen in Mönchengladbach (Nordrhein-Westfalen).
Das Gebäude wurde 1902 erbaut. Es ist unter Nr. B 134 am 4. November 1993 in die Denkmalliste der Stadt Mönchengladbach eingetragen worden.

## Architektur
Das Gebäude ist das letzte einer geschlossenen historischen Dreihäusergruppe Nr. 1 und 3 im zentrumsnahen Bereich der Burgfreiheit, die in diesem Straßenabschnitt noch weitgehend den originalen Baubestand aufweist. Bei dem Objekt handelt es sich um einen zweigeschossigen Putzbau von vier Achsen unter einem abgeflachten Mansarddach.